# Ансамбль народного танца имени Файзи Гаскарова
Государственный академический ансамбль народного танца им. Файзи Гаскарова (ГААНТ им. Ф. Гаскарова) — профессиональный ансамбль народного танца Республики Башкортостан.
Единственный коллектив, награждённый премией имени Салавата Юлаева — «за большой вклад в развитие и пропаганду башкирского профессионального хореографического искусства и высокое исполнительское мастерство».

## История
Сложился коллектив в 1936—1938 гг. при концертно-эстрадном бюро Объединённых театров БАССР из учащихся балетного отделения Башкирского театрального училища и участников художественной самодеятельности. В 1938 году реорганизован в Башкирский ансамбль песни, пляски и музыки при создаваемой Башкирской государственной филармонии. 11 марта 1939 года ученик Игоря Моисеева Файзи Адгамович Гаскаров становится художественным руководителем ансамбля и задаёт направление развития коллектива. Эта дата считается днем рождения ансамбля.
В 1940 году выделяется в Башкирский государственный ансамбль народного танца. Летом 1940 года ансамбль совершил первые гастроли по Башкирии. В начале 1941 года готовился в Декаде башкирской литературы и искусства в Москве. В 1955 году участвовал в декаде башкирской литературы и искусства в Москве, которая дала «гаскаровцам» всесоюзную известность.
В 1988 году творческому коллективу было присвоено имя Файзи Гаскарова.
В 1991 году отделяется от филармонии и приобретает статус юридического лица и современное название. В 1994 году проходили одновременно две зарубежные гастроли — в США и Турции.
В декабре 1996 года Министерством культуры Российской Федерации ансамблю присвоено звание «Академический».
В 2007 году ансамбль Файзи Гаскарова обрёл свою собственную площадку — новое здание, не имеющее аналогов в Урало-Поволжском регионе.

## Награды и премии
- Республиканская премия имени Салавата Юлаева.
- Премия имени Г. Саляма (1978).
- В 1994 году ансамбль завоевал бронзовый приз фестиваля «Звёзды мира» (Турция).
- В декабре 2005 года Государственному академическому ансамблю народного танца имени Файзи Гаскарова вручена Премия «Известность», учреждённая российской газетой «Известия».
- В октябре 2013 года в штаб-квартире ЮНЕСКО ансамблю вручены золотая медаль ЮНЕСКО «Пять континентов», диплом «Посол мира»[1].

## Репертуар

### «Золотой фонд» (постановки Файзи Гаскарова)
- башкирский лирический танец «Семь девушек»
- башкирский лирический танец «Загида»
- башкирский танец «Зарифа»
- танец горных башкир «Гульназира»
- шуточный башкирский танец «Проказницы»
- башкирский танец «Три брата»
- башкирский танец «Укротители»
- башкирский танец «Северные амуры»
- марийский танец «Вечером у калитки»
- шуточный татарский танец «Жених»
- татарский танец «Косари» и т. д.

### Башкирские танцы
- башкирский танец — хореографическая постановка «Цветущий курай»
- башкирский танец — хореографическая постановка «Страна беркутов»
- башкирский танец воина «Баик»
- башкирский танец «Французский платок»
- башкирский танец «С кубызом»
- башкирский танец «Молодость Башкортостана»
- танец башкирских джигитов «Медный каблук» и т. д.

### Танцы народов России и ближнего зарубежья
- танец «Русская сюита»
- корякский танец «Камчатские зарисовки»
- белорусский танец «Веселуха»
- русский танец «Тверские гуляния»
- чувашский танец «Кария»
- ингушский праздничный танец
- удмуртский праздничный танец
- еврейский танец «Шалом»
- украинский танец «Гопак» и т. д.
- калмыцкий танец «Чичердык»

### Танцы народов дальнего зарубежья
- американский танец «Кантри»
- танец аргентинских пастухов «Гаучо»
- корейский танец с веерами
- испанский танец «Андалузские вечера»
- испанский танец «Арагонская хота»
- индийский танец
- «Ритмы и мелодии Бангладеш»
- греческий танец «Сиртаки»

И это далеко не полный перечень произведений ансамбля. На сегодняшний день в активе труппы более ста сорока танцев народов мира.

## «Гаскаровцы»
- Фахрутдинов, Анвар Нуртдинович — заслуженный артист РСФСР.
- Зубайдуллин, Хисбулла Гумерович
- Зубайдуллин Айдар Хисбуллович
- Туйсина, Рашида Гильмутдиновна
- Абдульманов, Рим Салимьянович — артист балета. Народный артист РБ (1989).
- Ахметова-Набиева, Эльвира Мирзануровна — народная артистка РБ.
- Шафигуллина, Алсу Талгатовна — народная артистка РБ (2000)
- Фасхитдинов, Ридик Ахметович — баянист, концертмейстер Ансамбля народного танца им. Ф.Гаскарова. Народный артист БАССР (1982).
- Мулюков, Рустем Миннирауфович — Народный артист РБ (2008).
- Тутманова, Ася Валентиновна
- Тутманов, Радис Нурисламович (род. 5 августа 1953 года) — солист Ансамбля народного танца им. Ф.Гаскарова. Народный артист РБ (1994).
- Осипов, Николай Иванович (род. 18 марта 1952 года) — солист Ансамбля народного танца им. Ф.Гаскарова. Народный артист РБ (1994).
- Варламова, Екатерина Николаевна (род. 17.08.1928)- заслуженный работник культуры РСФСР (1979), заслуженный артист Башкирской АССР (1963)